# Ха Тињ (покрајина)
Ха Тињ (виј. Hà Tĩnh) је једна од 58 покрајина Вијетнама. Налази се у региону Северна Централна Обала. Заузима површину од 6.026,5 km². Према попису становништва из 2009. у покрајини је живело 1.227.038 становника. Главни град је Hà Tĩnh.